# レナート・ルジェロ
レナート・ルジェロ（Renato Ruggiero、1930年4月9日 - 2013年8月4日）は、はイタリアの外交官・政治家。1995年から1999年まで世界貿易機関事務局長。2001年にイタリアの外務大臣を短期間務めた。 

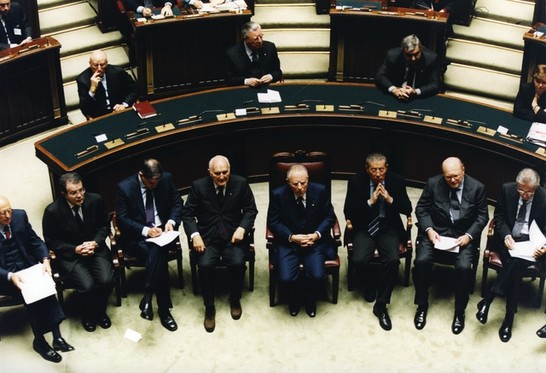
イニシアチブ「Future for Europe」、2001年、左からジョルジオ・ナポリターノ 、 ロマーノ・プロディ 、 ロッコ・ブッティグリオーネ 、 オスカー・ルイージ・スカルファロ 、 カルロ・アゼグリオ・チャンピ 、 チェザーレ・ルパート 、 レナート・ルッジェーロ 、 マリオ・モンティ

## 経歴
ルジェロは1953年にナポリ大学法学部を卒業し、1955年に外交官の道に進み、すぐにブラジルに派遣され、サンパウロのイタリア領事館に勤務した。1959年1月にはモスクワのイタリア大使館に、1962年にはワシントンのイタリア大使館に配属された。1964年にイタリアに戻り、外務省政治局に勤務。1966年、ベオグラード大使館の顧問を務めた。 

### EECおよびファルネシナの最高レベルでの外交的キャリア
1969年にブリュッセルのEECイタリア常駐代表部に派遣され、1970年7月には、欧州委員会のフランコ・マリア・マラティ委員長の官房長を務めた。マルファクト(1972年6月)の辞任後、ルジェロはマンショルト新欧州委員会委員長の政治顧問を務めた後、欧州委員会地域政策総局(1973~77年)に任命された。1977年には、欧州通貨制度創設に向けた交渉を支援しているロイ・ジェンキンズ次期欧州委員会委員長のスポークスマンとなった。ルジェロは1978年から1980年の間にローマに戻り、首相及び二人の外相の外交顧問を務めた。これらの役職で、彼はイタリアの欧州通貨制度への参入の交渉者の一人であり、いわゆる「シゴネラの危機」のようないくつかの重大な状況を扱っている。 
1980年に大使となり、1984年までイタリアの欧州共同体常任代表として再びブリュッセルに派遣された後、経済局長(1984-1985)としてイタリアに戻り、1985年から1987年までの二年間、イタリア外交官の最高である外務次官を務めた。 

### 政治的経歴
1987年の総選挙後に政界入りしたルジェロ氏は、社会党枠でゴリア政権の外務大臣に任命された。デ・ミタとアンドレオッティの歴代政権では、1991年4月12日まで外務大臣に在職しており、1991年から1995年の間、フィアットグループの国際関係を担当し、イタリアやヨーロッパの企業とさまざまな管理職やコンサルティング職を歴任した。1995年にはジュネーブを本部とする世界貿易機関の事務局長に選出され、1999年まで在職し、電気通信、IT、金融サービスの世界的な自由化を推進した。後にエニの社長に任命され、(1999年9月)国際副社長でシュレーダー・ソロモン・スミス・バーニーのイタリアの社長である。 
2001年6月11日、ルジェロはベルルスコーニ第二次政権で外相に任命された。新閣僚の威信と政党からの独立性の高さを考えると、政界にとっては意外な人事だった。しかし、わずか6カ月後、ルジェロは、彼の親ヨーロッパ的でリベラルな政策が与党の北部同盟の地域主義と相容れないために辞任した。
2006年から2008年の間、ルジェロは、欧州委員会委員長ロマーノ・プローディの顧問を務めた。シティグループの社長兼シティグループ・ヨーロピアン・インベストメント・バンクの副社長としてスイスに滞在していた。イタリアではユニクレジットの国際諮問委員会の委員長を務めた。
2013年8月4日、83歳で死去した。

## その他のプロジェクト
- Wikimedia Commons contiene immagini o altri file su Renato Ruggiero